# Flèche brabançonne 2022
La Flèche brabançonne 2022 est la 62e édition de cette course cycliste masculine sur route. Elle a eu lieu le 13 avril 2022 dans les provinces du Brabant flamand et du Brabant wallon, en Belgique, et fait partie du calendrier UCI ProSeries 2022 en catégorie 1.Pro. 

## Parcours
Le départ est donné à Louvain et l'arrivée est jugée à Overijse après 205,1 km de course. Louvain et Overijse accueillent le départ et l'arrivée de la Flèche brabançonne respectivement depuis 2008 et 2010. Le parcours comporte un total de 22 côtes et se termine par trois tours d'un circuit local de 21,9 km autour d’Overijse comportant les deux tronçons en côte et pavés de la Hertstraat (0,3 km à 6,5%) et de la Moskestraat (0,5 km à 7,1%) ainsi que les trois côtes du Hagaard (900 m à 5,4%), du Holstheide (800 m à 5,6%) ainsi que celle d’arrivée, la S-Bocht (1,5 km à 3,6%).

## Équipes
Vingt-et-une équipes participent à cette Flèche brabançonne - treize World Teams et huit équipes ProTeams.
| WorldTeams (13)- AG2R Citroën Team - Bahrain Victorious - Bora-Hansgrohe - Cofidis - EF Education-EasyPost - Ineos Grenadiers - Intermarché-Wanty-Gobert Matériaux - Israel-Premier Tech - Lotto-Soudal - Quick-Step Alpha Vinyl - BikeExchange-Jayco - Trek-Segafredo - UAE Team Emirates ProTeams (8)- Alpecin-Fenix - Arkéa-Samsic - B&B Hotels-KTM - Bardiani-CSF-Faizanè - Bingoal Pauwels Sauces WB - Burgos-BH - Sport Vlaanderen-Baloise - Uno-X Pro Cycling Team |
| |

## Favoris
Parmi les favoris, on peut d'abord citer quatre duos d'équipiers. L'équipe Ineos Grenadiers compte sur le vainqueur de l'édition précédente Tom Pidcock ainsi que sur le Polonais Michał Kwiatkowski, lauréat trois jours plus tôt de l'Amstel Gold Race. Le champion du monde français Julian Alaphilippe et son jeune coéquipier belge et brabançon Remco Evenepoel, tous deux de retour du Tour du Pays basque sont les principaux atouts de la formation Quick-Step Alpha Vinyl. Lotto-Soudal, autre équipe belge, aligne Victor Campenaerts et Tim Wellens. L'Italien Matteo Trentin et le Suisse Marc Hirschi, présent parmi les meilleurs à l'Amstel, font aussi figure de favoris. Le Français Benoît Cosnefroy (AG2R Citroën), battu sur le fil à l'Amstel, est en forme, tout comme le Belge Dylan Teuns (Bahrain Victorious) et l'Australien Michael Matthews (BikeExchange).

## Récit de la course
À 52 kilomètres du terme, sur une accélération de Remco Evenepoel, un groupe de dix hommes  se constitue et forme la bonne échappée du jour. En plus d'Evenepoel (Quick-Step Alpha Vinyl), ce groupe de tête comprend aussi trois membres de l'équipe Ineos Grenadiers Tom Pidcock, Magnus Sheffield et Ben Turner, Benoît Cosnefroy (AG2R Citroën), Victor Campenaerts et Tim Wellens (Lotto Soudal), Warren Barguil (Arkéa Samsic), Robert Stannard (Alpecin Fenix) et Dylan Teuns (Bahrain Victorious). À 39 km de l'arrivée, Teuns, victime d'une crevaison puis, dix kilomètres plus loin, Stannard et Campenaerts, lâchés dans une côte, laissent filer le groupe de tête désormais réduit à sept unités dont les trois coureurs du team Ineos Grenadiers. Alors que le peloton passe la ligne d'arrivée pour entamer le dernier tour, une voiture Quick-Step Alpha Vinyl dépasse les coureurs sans avertir, déstabilisant Bryan Coquard et causant la chute de plusieurs coureurs dont Julian Alaphilippe. À moins de 4 kilomètres du but, dans l'échappée, le jeune Américain de 19 ans Magnus Sheffield profite de la supériorité numérique de son équipe pour s'isoler en tête de la course sans vraiment attaquer. Ses adversaires se regardent et ne le prennent pas en chasse. Il gagne la course en solitaire alors que ses anciens compagnons d'échappée sont rejoints dans la montée finale par Teuns, Matthews et Meurisse revenus de l'arrière. Le groupe des poursuivants sprinte ensuite pour le podium et c'est Benoît Cosnefroy qui termine 2ème. Tim Wellens est 3ème mais est déclassé pour sprint irrégulier, Warren Barguil intègre donc le podium.

## Classements

### Classement final
| \| Classement général \| Classement général \| Classement général \| Classement général \| Classement général \| \| Coureur \| Coureur \| Pays \| Équipe \| Temps \| \| ------------------ \| ------------------ \| ------------------ \| ---------------------- \| ------------------ \| \| 1er \| Magnus Sheffield \| États-Unis \| Ineos Grenadiers \| 4 h 53 min 21 s \| \| 2e \| Benoît Cosnefroy \| France \| AG2R Citroën Team \| + 37 s \| \| 3e \| Warren Barguil \| France \| Arkéa-Samsic \| + 37 s \| \| 4e \| Ben Turner \| Royaume-Uni \| Ineos Grenadiers \| + 40 s \| \| 5e \| Tom Pidcock \| Royaume-Uni \| Ineos Grenadiers \| + 41 s \| \| 6e \| Remco Evenepoel \| Belgique \| Quick-Step Alpha Vinyl \| + 41 s \| \| 7e \| Michael Matthews \| Australie \| BikeExchange-Jayco \| + 41 s \| \| 8e \| Dylan Teuns \| Belgique \| Bahrain Victorious \| + 41 s \| \| 9e \| Tim Wellens \| Belgique \| Lotto-Soudal \| + 41 s \| \| 10e \| Xandro Meurisse \| Belgique \| Alpecin-Fenix \| + 51 s \| |                  |             |                        |                 |
| |                  |             |                        |                 |
| Source : ProCyclingStats |                  |             |                        |                 |
| Classement général |                  |             |                        |                 |
| Coureur | Coureur          | Pays        | Équipe                 | Temps           |
| 1er | Magnus Sheffield | États-Unis  | Ineos Grenadiers       | 4 h 53 min 21 s |
| 2e | Benoît Cosnefroy | France      | AG2R Citroën Team      | + 37 s          |
| 3e | Warren Barguil   | France      | Arkéa-Samsic           | + 37 s          |
| 4e | Ben Turner       | Royaume-Uni | Ineos Grenadiers       | + 40 s          |
| 5e | Tom Pidcock      | Royaume-Uni | Ineos Grenadiers       | + 41 s          |
| 6e | Remco Evenepoel  | Belgique    | Quick-Step Alpha Vinyl | + 41 s          |
| 7e | Michael Matthews | Australie   | BikeExchange-Jayco     | + 41 s          |
| 8e | Dylan Teuns      | Belgique    | Bahrain Victorious     | + 41 s          |
| 9e | Tim Wellens      | Belgique    | Lotto-Soudal           | + 41 s          |
| 10e | Xandro Meurisse  | Belgique    | Alpecin-Fenix          | + 51 s          |

### Classement UCI
La course attribue des points au classement mondial UCI 2022 selon le barème suivant :
| Position           | 1er | 2e  | 3e  | 4e  | 5e | 6e | 7e | 8e | 9e | 10e | 11e | 12e | 13e | 14e | 15e | 16e à 30e | 31e à 40e |
| Classement général | 200 | 150 | 125 | 100 | 85 | 70 | 60 | 50 | 40 | 35  | 30  | 25  | 20  | 15  | 10  | 5         | 3         |

## Liste des participants
| Légende | Légende                                                                    | Légende | Légende                                                    |
| ------- | -------------------------------------------------------------------------- | ------- | ---------------------------------------------------------- |
| Num     | Dossard de départ porté par le coureur sur cette Flèche brabançonne        | Pos     | Position à l'arrivée de la course                          |
|         | Indique un maillot de champion national ou mondial, suivi de sa spécialité | NP      | Indique un coureur qui n'a pas pris le départ de la course |
| AB      | Indique un coureur qui n'a pas terminé la course                           | HD      | Indique un coureur qui a terminé la course hors des délais |

| Ineos Grenadiers IGD | Ineos Grenadiers IGD     | Ineos Grenadiers IGD |
| -------------------- | ------------------------ | -------------------- |
| Num                  | Coureur                  | Pos                  |
| 1                    | Tom Pidcock (GBR)        |                      |
| 2                    | Laurens De Plus (BEL)    |                      |
| 3                    | Luke Rowe (GBR)          |                      |
| 4                    | Michał Kwiatkowski (POL) |                      |
| 5                    | Ben Turner (GBR)         |                      |
| 6                    | Cameron Wurf (AUS)       |                      |
| 7                    | Magnus Sheffield (USA)   |                      |

| Quick-Step Alpha Vinyl QST | Quick-Step Alpha Vinyl QST       | Quick-Step Alpha Vinyl QST |
| -------------------------- | -------------------------------- | -------------------------- |
| Num                        | Coureur                          | Pos                        |
| 11                         | Julian Alaphilippe (FRA) (route) |                            |
| 12                         | Rémi Cavagna (FRA) (route)       |                            |
| 13                         | Remco Evenepoel (BEL)            |                            |
| 14                         | Dries Devenyns (BEL)             |                            |
| 15                         | Andrea Bagioli (ITA)             |                            |
| 16                         | Mauri Vansevenant (BEL)          |                            |
| 17                         | Davide Ballerini (ITA)           |                            |

| Lotto-Soudal LTS | Lotto-Soudal LTS         | Lotto-Soudal LTS |
| ---------------- | ------------------------ | ---------------- |
| Num              | Coureur                  | Pos              |
| 21               | Philippe Gilbert (BEL)   |                  |
| 22               | Victor Campenaerts (BEL) |                  |
| 23               | Andreas Kron (DEN)       |                  |
| 24               | Cédric Beullens (BEL)    |                  |
| 25               | Sébastien Grignard (BEL) |                  |
| 26               | Roger Kluge (GER)        |                  |
| 27               | Tim Wellens (BEL)        |                  |

| Intermarché-Wanty-Gobert Matériaux IWG | Intermarché-Wanty-Gobert Matériaux IWG | Intermarché-Wanty-Gobert Matériaux IWG |
| -------------------------------------- | -------------------------------------- | -------------------------------------- |
| Num                                    | Coureur                                | Pos                                    |
| 31                                     | Jan Bakelants (BEL)                    |                                        |
| 32                                     | Baptiste Planckaert (BEL)              |                                        |
| 33                                     | Tom Devriendt (BEL)                    |                                        |
| 34                                     | Dimitri Claeys (BEL)                   |                                        |
| 36                                     | Adrien Petit (FRA)                     |                                        |
| 37                                     | Kévin Van Melsen (BEL)                 |                                        |

| AG2R Citroën Team ACT | AG2R Citroën Team ACT   | AG2R Citroën Team ACT |
| --------------------- | ----------------------- | --------------------- |
| Num                   | Coureur                 | Pos                   |
| 41                    | Benoît Cosnefroy (FRA)  |                       |
| 42                    | Mikaël Cherel (FRA)     |                       |
| 43                    | Dorian Godon (FRA)      |                       |
| 44                    | Oliver Naesen (BEL)     |                       |
| 45                    | Michael Schär (SUI)     |                       |
| 46                    | Lawrence Naesen (BEL)   |                       |
| 47                    | Lawrence Warbasse (USA) |                       |

| Bahrain Victorious TBV | Bahrain Victorious TBV  | Bahrain Victorious TBV |
| ---------------------- | ----------------------- | ---------------------- |
| Num                    | Coureur                 | Pos                    |
| 51                     | Yukiya Arashiro (JPN)   |                        |
| 52                     | Feng Chun-kai (TPE)     |                        |
| 53                     | Jan Tratnik (SLO)       |                        |
| 54                     | Jack Haig (AUS)         |                        |
| 55                     | Luis León Sánchez (ESP) |                        |
| 56                     | Dylan Teuns (BEL)       |                        |
| 57                     | Filip Maciejuk (POL)    |                        |

| Bora-Hansgrohe BOH | Bora-Hansgrohe BOH     | Bora-Hansgrohe BOH |
| ------------------ | ---------------------- | ------------------ |
| Num                | Coureur                | Pos                |
| 61                 | Giovanni Aleotti (ITA) |                    |
| 62                 | Jordi Meeus (BEL)      |                    |
| 63                 | Marco Haller (AUT)     |                    |
| 64                 | Jonas Koch (GER)       |                    |
| 65                 | Martin Laas (EST)      |                    |
| 66                 | Nils Politt (GER)      |                    |
| 67                 | Ide Schelling (NED)    |                    |

| Cofidis COF | Cofidis COF              | Cofidis COF |
| ----------- | ------------------------ | ----------- |
| Num         | Coureur                  | Pos         |
| 71          | Bryan Coquard (FRA)      |             |
| 72          | Sander Armée (BEL)       |             |
| 74          | Davide Cimolai (ITA)     |             |
| 75          | Alexandre Delettre (FRA) |             |
| 76          | Alexis Renard (FRA)      |             |
| 77          | Kenneth Vanbilsen (BEL)  |             |

| EF Education-EasyPost EFE | EF Education-EasyPost EFE | EF Education-EasyPost EFE |
| ------------------------- | ------------------------- | ------------------------- |
| Num                       | Coureur                   | Pos                       |
| 81                        | Michael Valgren (DEN)     |                           |
| 82                        | Jens Keukeleire (BEL)     |                           |
| 83                        | Ben Healy (IRL)           |                           |
| 84                        | Alberto Bettiol (ITA)     |                           |
| 85                        | Jonas Rutsch (GER)        |                           |

| Israel-Premier Tech IPT | Israel-Premier Tech IPT          | Israel-Premier Tech IPT |
| ----------------------- | -------------------------------- | ----------------------- |
| Num                     | Coureur                          | Pos                     |
| 91                      | Jakob Fuglsang (DEN)             |                         |
| 92                      | Daryl Impey (RSA)                |                         |
| 93                      | Krists Neilands (LAT)            |                         |
| 94                      | Mads Würtz Schmidt (DEN) (route) |                         |
| 95                      | Giacomo Nizzolo (ITA)            |                         |
| 96                      | Reto Hollenstein (SUI)           |                         |
| 97                      | Hugo Houle (CAN)                 |                         |

| BikeExchange-Jayco BEX | BikeExchange-Jayco BEX | BikeExchange-Jayco BEX |
| ---------------------- | ---------------------- | ---------------------- |
| Num                    | Coureur                | Pos                    |
| 101                    | Michael Matthews (AUS) |                        |
| 102                    | Jan Maas (NED)         |                        |
| 103                    | Luke Durbridge (AUS)   |                        |
| 104                    | Nick Schultz (AUS)     |                        |
| 105                    | Jack Bauer (NZL)       |                        |
| 106                    | Luka Mezgec (SLO)      |                        |
| 107                    | Dion Smith (NZL)       |                        |

| Trek-Segafredo TFS | Trek-Segafredo TFS      | Trek-Segafredo TFS |
| ------------------ | ----------------------- | ------------------ |
| Num                | Coureur                 | Pos                |
| 111                | Tony Gallopin (FRA)     |                    |
| 112                | Julien Bernard (FRA)    |                    |
| 113                | Alexander Kamp (DEN)    |                    |
| 114                | Antwan Tolhoek (NED)    |                    |
| 115                | Filippo Baroncini (ITA) |                    |
| 117                | Jakob Egholm (DEN)      |                    |

| UAE Team Emirates UAD | UAE Team Emirates UAD   | UAE Team Emirates UAD |
| --------------------- | ----------------------- | --------------------- |
| Num                   | Coureur                 | Pos                   |
| 121                   | Matteo Trentin (ITA)    |                       |
| 122                   | Juan Ayuso (ESP)        |                       |
| 123                   | Alessandro Covi (ITA)   |                       |
| 124                   | Ivo Oliveira (POR)      |                       |
| 125                   | Marc Hirschi (SUI)      |                       |
| 126                   | Finn Fisher-Black (NZL) |                       |
| 127                   | Sebastián Molano (COL)  |                       |

| Alpecin-Fenix AFC | Alpecin-Fenix AFC       | Alpecin-Fenix AFC |
| ----------------- | ----------------------- | ----------------- |
| Num               | Coureur                 | Pos               |
| 131               | Tobias Bayer (AUT)      |                   |
| 132               | Dries De Bondt (BEL)    |                   |
| 133               | Floris De Tier (BEL)    |                   |
| 134               | Xandro Meurisse (BEL)   |                   |
| 135               | Stefano Oldani (ITA)    |                   |
| 136               | Kristian Sbaragli (ITA) |                   |
| 137               | Robert Stannard (AUS)   |                   |

| B&B Hotels-KTM BBK | B&B Hotels-KTM BBK     | B&B Hotels-KTM BBK |
| ------------------ | ---------------------- | ------------------ |
| Num                | Coureur                | Pos                |
| 141                | Alan Boileau (FRA)     |                    |
| 142                | Franck Bonnamour (FRA) |                    |
| 144                | Cyril Gautier (FRA)    |                    |
| 145                | Quentin Jauregui (FRA) |                    |
| 146                | Eliot Lietaer (BEL)    |                    |

| Bardiani CSF Faizanè BCF | Bardiani CSF Faizanè BCF | Bardiani CSF Faizanè BCF |
| ------------------------ | ------------------------ | ------------------------ |
| Num                      | Coureur                  | Pos                      |
| 151                      | Enrico Battaglin (ITA)   |                          |
| 153                      | Davide Gabburo (ITA)     |                          |
| 154                      | Jhonatan Cañaveral (COL) |                          |
| 155                      | Martin Marcellusi (ITA)  |                          |
| 156                      | Alessio Martinelli (ITA) |                          |
| 157                      | Alex Tolio (ITA)         |                          |

| Bingoal Pauwels Sauces WB BWB | Bingoal Pauwels Sauces WB BWB | Bingoal Pauwels Sauces WB BWB |
| ----------------------------- | ----------------------------- | ----------------------------- |
| Num                           | Coureur                       | Pos                           |
| 161                           | Ludovic Robeet (BEL)          |                               |
| 162                           | Arjen Livyns (BEL)            |                               |
| 163                           | Milan Menten (BEL)            |                               |
| 164                           | Tom Wirtgen (LUX)             |                               |
| 165                           | Tom Paquot (BEL)              |                               |
| 166                           | Dimitri Peyskens (BEL)        |                               |
| 167                           | Mathijs Paasschens (NED)      |                               |

| Burgos-BH BBH | Burgos-BH BBH        | Burgos-BH BBH |
| ------------- | -------------------- | ------------- |
| Num           | Coureur              | Pos           |
| 171           | Felipe Orts (ESP)    |               |
| 172           | Jetse Bol (NED)      |               |
| 173           | Jesús Ezquerra (ESP) |               |
| 174           | Ángel Madrazo (ESP)  |               |
| 175           | Alex Molenaar (NED)  |               |
| 176           | Óscar Pelegrí (ESP)  |               |
| 177           | Ander Okamika (ESP)  |               |

| Sport Vlaanderen-Baloise SVB | Sport Vlaanderen-Baloise SVB | Sport Vlaanderen-Baloise SVB |
| ---------------------------- | ---------------------------- | ---------------------------- |
| Num                          | Coureur                      | Pos                          |
| 181                          | Ruben Apers (BEL)            |                              |
| 182                          | Jenno Berckmoes (BEL)        |                              |
| 183                          | Vito Braet (BEL)             |                              |
| 184                          | Arne Marit (BEL)             |                              |
| 185                          | Aaron Van Poucke (BEL)       |                              |
| 186                          | Kenneth Van Rooy (BEL)       |                              |
| 187                          | Julian Mertens (BEL)         |                              |

| Arkéa-Samsic ARK | Arkéa-Samsic ARK        | Arkéa-Samsic ARK |
| ---------------- | ----------------------- | ---------------- |
| Num              | Coureur                 | Pos              |
| 191              | Warren Barguil (FRA)    |                  |
| 192              | Winner Anacona (COL)    |                  |
| 193              | Łukasz Owsian (POL)     |                  |
| 194              | Benjamin Declercq (BEL) |                  |
| 195              | Christophe Noppe (BEL)  |                  |
| 196              | Markus Pajur (EST)      |                  |
| 197              | Kévin Vauquelin (FRA)   |                  |

| Uno-X Pro Cycling Team UXT | Uno-X Pro Cycling Team UXT  | Uno-X Pro Cycling Team UXT |
| -------------------------- | --------------------------- | -------------------------- |
| Num                        | Coureur                     | Pos                        |
| 201                        | Idar Andersen (NOR)         |                            |
| 202                        | Ådne Holter (NOR)           |                            |
| 203                        | Tobias Johannessen (NOR)    |                            |
| 204                        | Jacob Hindsgaul (DEN)       |                            |
| 205                        | Torjus Sleen (NOR)          |                            |
| 206                        | Torstein Træen (NOR)        |                            |
| 207                        | Jonas Gregaard Wilsly (DEN) |                            |

| Ineos Grenadiers IGD | Ineos Grenadiers IGD     | Ineos Grenadiers IGD |
| -------------------- | ------------------------ | -------------------- |
| Num                  | Coureur                  | Pos                  |
| 1                    | Tom Pidcock (GBR)        |                      |
| 2                    | Laurens De Plus (BEL)    |                      |
| 3                    | Luke Rowe (GBR)          |                      |
| 4                    | Michał Kwiatkowski (POL) |                      |
| 5                    | Ben Turner (GBR)         |                      |
| 6                    | Cameron Wurf (AUS)       |                      |
| 7                    | Magnus Sheffield (USA)   |                      |

| Quick-Step Alpha Vinyl QST | Quick-Step Alpha Vinyl QST       | Quick-Step Alpha Vinyl QST |
| -------------------------- | -------------------------------- | -------------------------- |
| Num                        | Coureur                          | Pos                        |
| 11                         | Julian Alaphilippe (FRA) (route) |                            |
| 12                         | Rémi Cavagna (FRA) (route)       |                            |
| 13                         | Remco Evenepoel (BEL)            |                            |
| 14                         | Dries Devenyns (BEL)             |                            |
| 15                         | Andrea Bagioli (ITA)             |                            |
| 16                         | Mauri Vansevenant (BEL)          |                            |
| 17                         | Davide Ballerini (ITA)           |                            |

| Lotto-Soudal LTS | Lotto-Soudal LTS         | Lotto-Soudal LTS |
| ---------------- | ------------------------ | ---------------- |
| Num              | Coureur                  | Pos              |
| 21               | Philippe Gilbert (BEL)   |                  |
| 22               | Victor Campenaerts (BEL) |                  |
| 23               | Andreas Kron (DEN)       |                  |
| 24               | Cédric Beullens (BEL)    |                  |
| 25               | Sébastien Grignard (BEL) |                  |
| 26               | Roger Kluge (GER)        |                  |
| 27               | Tim Wellens (BEL)        |                  |

| Intermarché-Wanty-Gobert Matériaux IWG | Intermarché-Wanty-Gobert Matériaux IWG | Intermarché-Wanty-Gobert Matériaux IWG |
| -------------------------------------- | -------------------------------------- | -------------------------------------- |
| Num                                    | Coureur                                | Pos                                    |
| 31                                     | Jan Bakelants (BEL)                    |                                        |
| 32                                     | Baptiste Planckaert (BEL)              |                                        |
| 33                                     | Tom Devriendt (BEL)                    |                                        |
| 34                                     | Dimitri Claeys (BEL)                   |                                        |
| 36                                     | Adrien Petit (FRA)                     |                                        |
| 37                                     | Kévin Van Melsen (BEL)                 |                                        |

| AG2R Citroën Team ACT | AG2R Citroën Team ACT   | AG2R Citroën Team ACT |
| --------------------- | ----------------------- | --------------------- |
| Num                   | Coureur                 | Pos                   |
| 41                    | Benoît Cosnefroy (FRA)  |                       |
| 42                    | Mikaël Cherel (FRA)     |                       |
| 43                    | Dorian Godon (FRA)      |                       |
| 44                    | Oliver Naesen (BEL)     |                       |
| 45                    | Michael Schär (SUI)     |                       |
| 46                    | Lawrence Naesen (BEL)   |                       |
| 47                    | Lawrence Warbasse (USA) |                       |

| Bahrain Victorious TBV | Bahrain Victorious TBV  | Bahrain Victorious TBV |
| ---------------------- | ----------------------- | ---------------------- |
| Num                    | Coureur                 | Pos                    |
| 51                     | Yukiya Arashiro (JPN)   |                        |
| 52                     | Feng Chun-kai (TPE)     |                        |
| 53                     | Jan Tratnik (SLO)       |                        |
| 54                     | Jack Haig (AUS)         |                        |
| 55                     | Luis León Sánchez (ESP) |                        |
| 56                     | Dylan Teuns (BEL)       |                        |
| 57                     | Filip Maciejuk (POL)    |                        |

| Bora-Hansgrohe BOH | Bora-Hansgrohe BOH     | Bora-Hansgrohe BOH |
| ------------------ | ---------------------- | ------------------ |
| Num                | Coureur                | Pos                |
| 61                 | Giovanni Aleotti (ITA) |                    |
| 62                 | Jordi Meeus (BEL)      |                    |
| 63                 | Marco Haller (AUT)     |                    |
| 64                 | Jonas Koch (GER)       |                    |
| 65                 | Martin Laas (EST)      |                    |
| 66                 | Nils Politt (GER)      |                    |
| 67                 | Ide Schelling (NED)    |                    |

| Cofidis COF | Cofidis COF              | Cofidis COF |
| ----------- | ------------------------ | ----------- |
| Num         | Coureur                  | Pos         |
| 71          | Bryan Coquard (FRA)      |             |
| 72          | Sander Armée (BEL)       |             |
| 74          | Davide Cimolai (ITA)     |             |
| 75          | Alexandre Delettre (FRA) |             |
| 76          | Alexis Renard (FRA)      |             |
| 77          | Kenneth Vanbilsen (BEL)  |             |

| EF Education-EasyPost EFE | EF Education-EasyPost EFE | EF Education-EasyPost EFE |
| ------------------------- | ------------------------- | ------------------------- |
| Num                       | Coureur                   | Pos                       |
| 81                        | Michael Valgren (DEN)     |                           |
| 82                        | Jens Keukeleire (BEL)     |                           |
| 83                        | Ben Healy (IRL)           |                           |
| 84                        | Alberto Bettiol (ITA)     |                           |
| 85                        | Jonas Rutsch (GER)        |                           |

| Israel-Premier Tech IPT | Israel-Premier Tech IPT          | Israel-Premier Tech IPT |
| ----------------------- | -------------------------------- | ----------------------- |
| Num                     | Coureur                          | Pos                     |
| 91                      | Jakob Fuglsang (DEN)             |                         |
| 92                      | Daryl Impey (RSA)                |                         |
| 93                      | Krists Neilands (LAT)            |                         |
| 94                      | Mads Würtz Schmidt (DEN) (route) |                         |
| 95                      | Giacomo Nizzolo (ITA)            |                         |
| 96                      | Reto Hollenstein (SUI)           |                         |
| 97                      | Hugo Houle (CAN)                 |                         |

| BikeExchange-Jayco BEX | BikeExchange-Jayco BEX | BikeExchange-Jayco BEX |
| ---------------------- | ---------------------- | ---------------------- |
| Num                    | Coureur                | Pos                    |
| 101                    | Michael Matthews (AUS) |                        |
| 102                    | Jan Maas (NED)         |                        |
| 103                    | Luke Durbridge (AUS)   |                        |
| 104                    | Nick Schultz (AUS)     |                        |
| 105                    | Jack Bauer (NZL)       |                        |
| 106                    | Luka Mezgec (SLO)      |                        |
| 107                    | Dion Smith (NZL)       |                        |

| Trek-Segafredo TFS | Trek-Segafredo TFS      | Trek-Segafredo TFS |
| ------------------ | ----------------------- | ------------------ |
| Num                | Coureur                 | Pos                |
| 111                | Tony Gallopin (FRA)     |                    |
| 112                | Julien Bernard (FRA)    |                    |
| 113                | Alexander Kamp (DEN)    |                    |
| 114                | Antwan Tolhoek (NED)    |                    |
| 115                | Filippo Baroncini (ITA) |                    |
| 117                | Jakob Egholm (DEN)      |                    |

| UAE Team Emirates UAD | UAE Team Emirates UAD   | UAE Team Emirates UAD |
| --------------------- | ----------------------- | --------------------- |
| Num                   | Coureur                 | Pos                   |
| 121                   | Matteo Trentin (ITA)    |                       |
| 122                   | Juan Ayuso (ESP)        |                       |
| 123                   | Alessandro Covi (ITA)   |                       |
| 124                   | Ivo Oliveira (POR)      |                       |
| 125                   | Marc Hirschi (SUI)      |                       |
| 126                   | Finn Fisher-Black (NZL) |                       |
| 127                   | Sebastián Molano (COL)  |                       |

| Alpecin-Fenix AFC | Alpecin-Fenix AFC       | Alpecin-Fenix AFC |
| ----------------- | ----------------------- | ----------------- |
| Num               | Coureur                 | Pos               |
| 131               | Tobias Bayer (AUT)      |                   |
| 132               | Dries De Bondt (BEL)    |                   |
| 133               | Floris De Tier (BEL)    |                   |
| 134               | Xandro Meurisse (BEL)   |                   |
| 135               | Stefano Oldani (ITA)    |                   |
| 136               | Kristian Sbaragli (ITA) |                   |
| 137               | Robert Stannard (AUS)   |                   |

| B&B Hotels-KTM BBK | B&B Hotels-KTM BBK     | B&B Hotels-KTM BBK |
| ------------------ | ---------------------- | ------------------ |
| Num                | Coureur                | Pos                |
| 141                | Alan Boileau (FRA)     |                    |
| 142                | Franck Bonnamour (FRA) |                    |
| 144                | Cyril Gautier (FRA)    |                    |
| 145                | Quentin Jauregui (FRA) |                    |
| 146                | Eliot Lietaer (BEL)    |                    |

| Bardiani CSF Faizanè BCF | Bardiani CSF Faizanè BCF | Bardiani CSF Faizanè BCF |
| ------------------------ | ------------------------ | ------------------------ |
| Num                      | Coureur                  | Pos                      |
| 151                      | Enrico Battaglin (ITA)   |                          |
| 153                      | Davide Gabburo (ITA)     |                          |
| 154                      | Jhonatan Cañaveral (COL) |                          |
| 155                      | Martin Marcellusi (ITA)  |                          |
| 156                      | Alessio Martinelli (ITA) |                          |
| 157                      | Alex Tolio (ITA)         |                          |

| Bingoal Pauwels Sauces WB BWB | Bingoal Pauwels Sauces WB BWB | Bingoal Pauwels Sauces WB BWB |
| ----------------------------- | ----------------------------- | ----------------------------- |
| Num                           | Coureur                       | Pos                           |
| 161                           | Ludovic Robeet (BEL)          |                               |
| 162                           | Arjen Livyns (BEL)            |                               |
| 163                           | Milan Menten (BEL)            |                               |
| 164                           | Tom Wirtgen (LUX)             |                               |
| 165                           | Tom Paquot (BEL)              |                               |
| 166                           | Dimitri Peyskens (BEL)        |                               |
| 167                           | Mathijs Paasschens (NED)      |                               |

| Burgos-BH BBH | Burgos-BH BBH        | Burgos-BH BBH |
| ------------- | -------------------- | ------------- |
| Num           | Coureur              | Pos           |
| 171           | Felipe Orts (ESP)    |               |
| 172           | Jetse Bol (NED)      |               |
| 173           | Jesús Ezquerra (ESP) |               |
| 174           | Ángel Madrazo (ESP)  |               |
| 175           | Alex Molenaar (NED)  |               |
| 176           | Óscar Pelegrí (ESP)  |               |
| 177           | Ander Okamika (ESP)  |               |

| Sport Vlaanderen-Baloise SVB | Sport Vlaanderen-Baloise SVB | Sport Vlaanderen-Baloise SVB |
| ---------------------------- | ---------------------------- | ---------------------------- |
| Num                          | Coureur                      | Pos                          |
| 181                          | Ruben Apers (BEL)            |                              |
| 182                          | Jenno Berckmoes (BEL)        |                              |
| 183                          | Vito Braet (BEL)             |                              |
| 184                          | Arne Marit (BEL)             |                              |
| 185                          | Aaron Van Poucke (BEL)       |                              |
| 186                          | Kenneth Van Rooy (BEL)       |                              |
| 187                          | Julian Mertens (BEL)         |                              |

| Arkéa-Samsic ARK | Arkéa-Samsic ARK        | Arkéa-Samsic ARK |
| ---------------- | ----------------------- | ---------------- |
| Num              | Coureur                 | Pos              |
| 191              | Warren Barguil (FRA)    |                  |
| 192              | Winner Anacona (COL)    |                  |
| 193              | Łukasz Owsian (POL)     |                  |
| 194              | Benjamin Declercq (BEL) |                  |
| 195              | Christophe Noppe (BEL)  |                  |
| 196              | Markus Pajur (EST)      |                  |
| 197              | Kévin Vauquelin (FRA)   |                  |

| Uno-X Pro Cycling Team UXT | Uno-X Pro Cycling Team UXT  | Uno-X Pro Cycling Team UXT |
| -------------------------- | --------------------------- | -------------------------- |
| Num                        | Coureur                     | Pos                        |
| 201                        | Idar Andersen (NOR)         |                            |
| 202                        | Ådne Holter (NOR)           |                            |
| 203                        | Tobias Johannessen (NOR)    |                            |
| 204                        | Jacob Hindsgaul (DEN)       |                            |
| 205                        | Torjus Sleen (NOR)          |                            |
| 206                        | Torstein Træen (NOR)        |                            |
| 207                        | Jonas Gregaard Wilsly (DEN) |                            |